# Benoît Sokal
Benoît Sokal (n. 28 iunie 1954, Schaarbeek, Comunitatea Francofonă din Belgia⁠(d), Belgia – d. 28 mai 2021, Witry-lès-Reims, Grand Est, Franța) a fost un desenator belgian de benzi desenate și un cunoscut dezvoltator de jocuri video. Era cunoscut pentru seria de benzi desenate Canardo.

## Biografie
Benoît Sokal s-a născut în Bruxelles în 1954. El a studiat la École Supérieure des Arts Saint-Luc în Bruxelles împreună cu alți artiști comici belgieni ca François Schuiten. El a început sa deseneze pentru À Suivre în 1978. El a creat seria Inspector Canardo despre un rațoi detectiv depresiv cu o slabiciune pentru țigări, alcool și femei fatale, înaine să lucreze la celelalte titluri.
Apoi el a devenit programator pentru Microïds si designer pentru jocurile de aventuri Amerzone, Syberia și Syberia II. El și-a fondat propria companie de jocuri numită White Birds Productions unde a creat jocurile de aventuri Paradise, editat de către Ubisoft si Sinking Island, editat de către Microïds.

## Jocuri video
- Amerzone (1999)
- Syberia (2002)
- Syberia II (2004)
- Paradise (2006)
- Sinking Island (2007)
- Nikopol (2008)
- Aquarica (2008)
- Last King of Africa (2008)

## Premii
- 1999: Prix Pixel-INA (categoria "Jocuri") la  Festivalul Imagina 99, Monaco
- 2002: GameSpy PC Adventure Game of the Year
- 2003: nominalizat pentru premiul "Best Dialogue" la Festivalul International al Comicilor "Angoulême", Franța